# Искусственный флажолет
Искусственный флажолет (сокращённо ИФ) — приём игры на музыкальном инструменте, заключающийся в извлечении звука — обертона. Отличие искусственного флажолета от натурального флажолета (который исполняется путём частичного прижатия, касания, открытой струны в точке её деления на 2, 3, 4, 6 и так далее части) в том, что искусственный извлекается не на открытой струне, а уже на укороченной, прижатой пальцем струне.
Широко используется в игре на скрипке, гитаре, домре, балалайке и прочих струнных инструментах.

## Использование в стилях
При умелом использовании как композитором, так и исполнителем он отлично украшает музыку. Флажолетового стиля пока не существует, это всего лишь украшение.
Искусственный флажолет широко применяется музыкантами, исполняющими хард-рок и хэви-метал. Опознать звук ИФ несложно: во время сольной партии, исполняемой на электрогитаре (как правило, с применением эффекта дисторшн или овердрайв), можно услышать внезапное «взвизгивание» инструмента на очень высоких частотах с характерной для ИФ резкостью тембра. Также ИФ широко используется для придания ритмическому рисунку (гитарный рифф), исполняемому на ЭГ, характерной грубости и мрачности звучания (особенно характерно для стилей экстремального метала — блэк-, дэт- и готик-метала, а также достаточно распространен в альтернативном роке или ню-метале).
Стоит добавить, что ИФ, помимо эффекта резкого увеличения частоты и громкости звука, несёт в себе также эффект ограничения звуковой волны по амплитуде (как в эффектах «дисторшн» и «овердрайв»). Именно отсюда и берётся резкость его тембра.

## Способы извлечения на различных струнных инструментах
При извлечении искусственного флажолета на гитаре касание в точке деления выполняется уже не левой рукой (как в случае с натуральным), а правой, которая одновременно ещё должна и извлекать звук, что требует дополнительного мастерства — если, играя натуральные флажолеты, исполнитель точно знает, что точка деления струны от порожка до подставки на две части находится на 12-м ладу, три части — на 7-м и 19-м, четыре части — на 5-м и 24-м, то, исполняя искусственные флажолеты, он должен считать расстояние уже от зажатого лада до подставки. То есть при зажатой, например, на втором ладу ноте флажолеты будут находиться на {\displaystyle 2+(12,19,24)}.

### Наэлектрогитаре
- Искусственный флажолет медиатором: медиатор берётся ближе к краю большого пальца, почти касаясь струны, после бьётся струна и почти одновременно надо касаться этой струны фалангой большого пальца.
- Искусственный флажолет пальцем: с помощью левой руки фиксируем лад, с помощью правой используем большой и указательный палец щипком в месте, где требуется «укоротить» струну для смещения флажолета.

### Наакустической гитаре
Правой рукой — касание большим пальцем точки деления и одним из остальных пальцев делается щипок. Как вариант может использоваться касание указательным пальцем и щипок большим.

### Набалалайке
Касание боковой частью фаланги указательного пальца (со стороны большого пальца), щипок — большим пальцем. Как вариант — касание большим пальцем, щипок одним из остальных.

### Надомре
Касание — средним пальцем, щипок — медиатором.